# Biserica de lemn Adormirea Maicii Domnului din Mădârjac

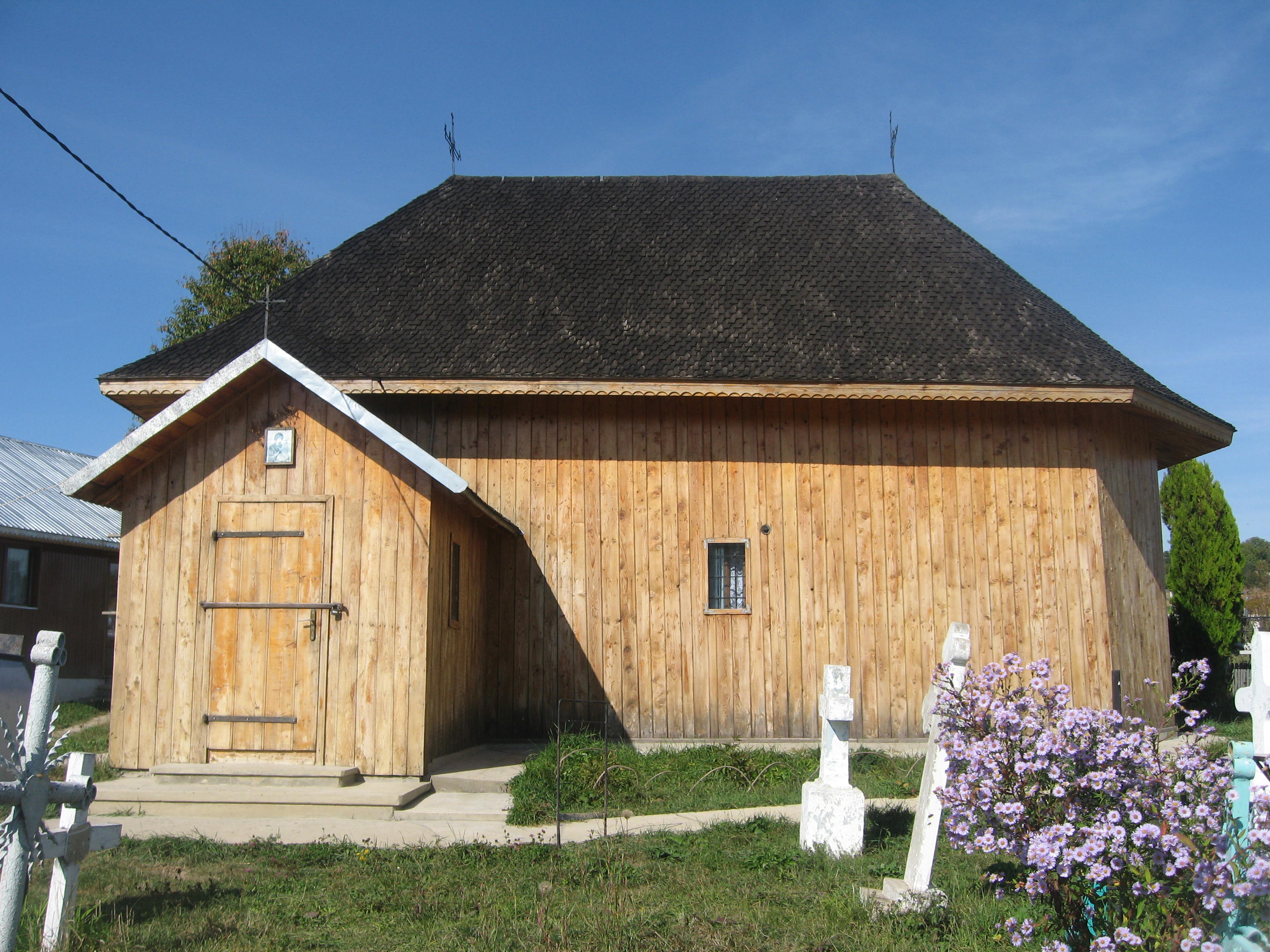
Biserica de lemn Adormirea Maicii Domnului din Mădârjac.

Biserica de lemn cu hramul Adormirea Maicii Domnului din Mădârjac a fost construită anterior anului 1785 în satul Mădârjac din comuna omonimă (aflată în județul Iași, la o distanță de 45 km de municipiul Iași). Ea se află localizată în cimitirul de la marginea satului. 
Biserica de lemn cu hramul "Adormirea Maicii Domnului" din Mădârjac a fost inclusă pe Lista monumentelor istorice din județul Iași din anul 2015, având codul de clasificare cod LMI IS-II-m-B-04196. 

## Istoric
Biserica de lemn Adormirea Maicii Domnului din Mădârjac a fost construită înaintea anului 1785  în cimitirul satului, fiind ctitorită de Smaranda Postelniceasa.  Alte surse precizează că biserica a fost ctitorită în perioada 1780-1781 de boierul Mihail Mădârjac.  Acest locaș de cult a făcut parte dintr-un schit care a existat în secolul al XVIII-lea.
Biserica a fost reparată pentru prima dată în anul 1825, acest an fiind inscripționat deasupra ușii. 
În primul deceniu al secolului al XXI-lea, bisericuța a fost supusă unor ample lucrări de restaurare, prin care i s-a dat o nouă înfățișare. A fost acoperită cu scândură ignifugă, i s-a consolidat temelia și a fost acoperită din nou cu șindrilă în 2005. Lăcașul de cult a fost resfințit la 9 octombrie 2005 de către mitropolitul Daniel Ciobotea al Moldovei și Bucovinei. 
În curtea bisericii a fost construit un praznicar.

## Arhitectura bisericii
Biserica de lemn din Mădârjac este construită în totalitate din bârne de lemn de stejar cioplite îmbinate între stâlpi masivi verticali. Temelia bisericii este din piatră, iar acoperișul este din șindrilă. Pereții interiori și exteriori au fost căptușiți cu
scânduri.
Biserica are formă de corabie (dreptunghiulară), cu absida altarului poligonală. Ea este compartimentată în patru încăperi: pridvor, pronaos, naos și altar. Pridvorul se află adosat pe latura de sud a pronaosului, are 2,30 m înălțime și un tavan simplu, cu
scândură. Pronaosul are, de asemenea,  un tavan drept, cu scândură. Naosul are la partea superioară o boltă semicilindrică. 

## Imagini

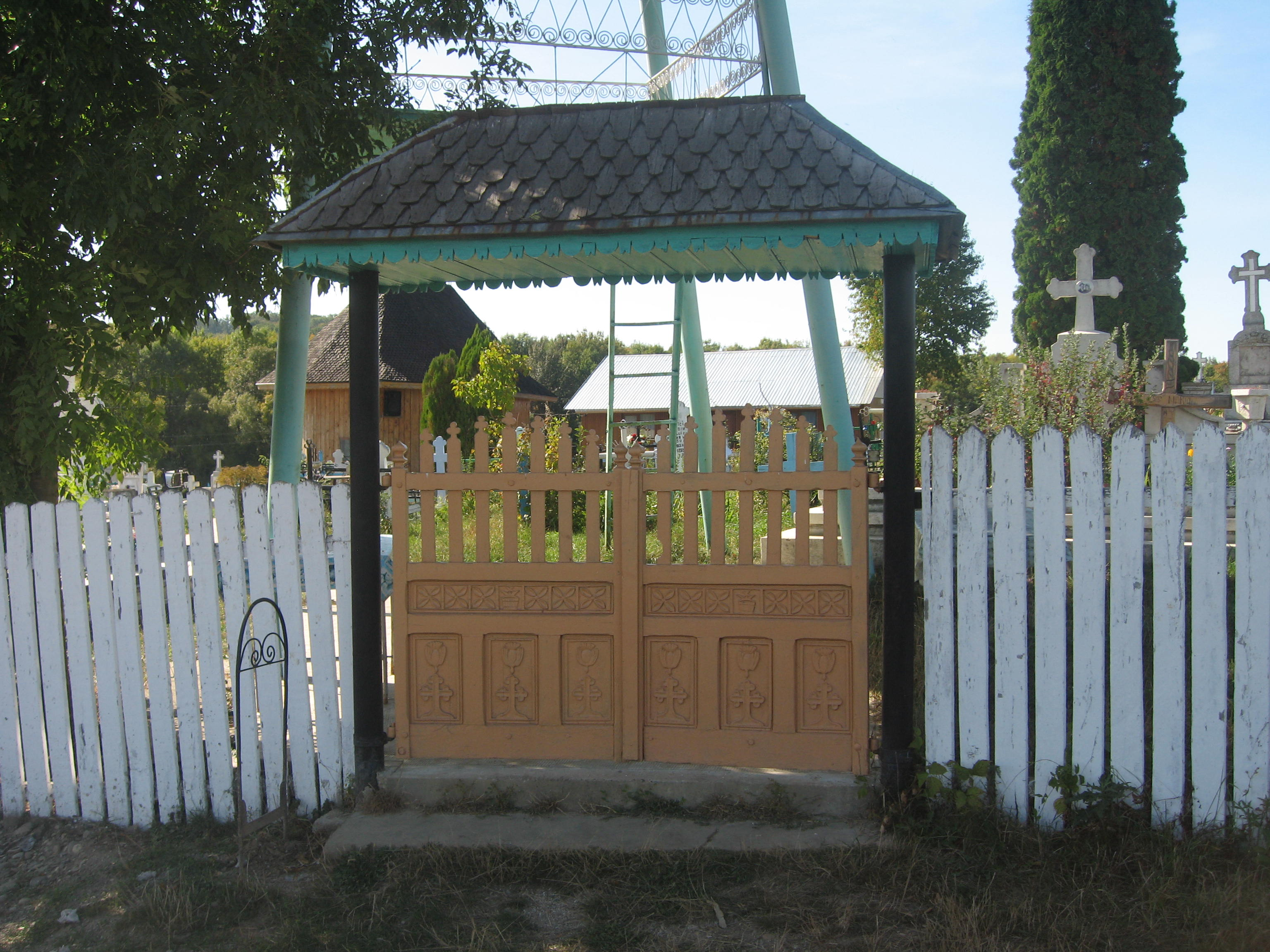
Poarta de intrare în cimitir
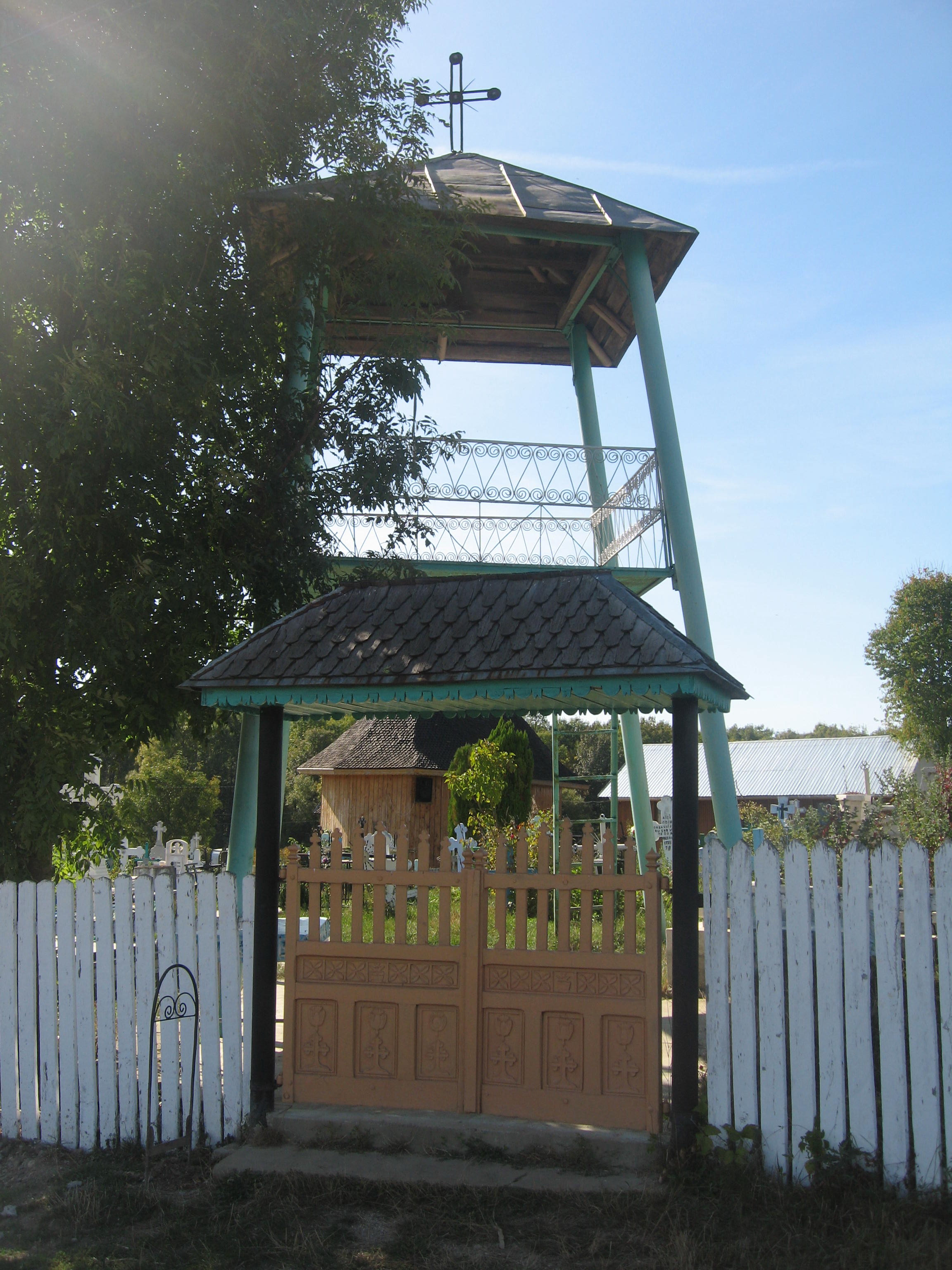
Poarta de intrare în cimitir şi clopotniţa
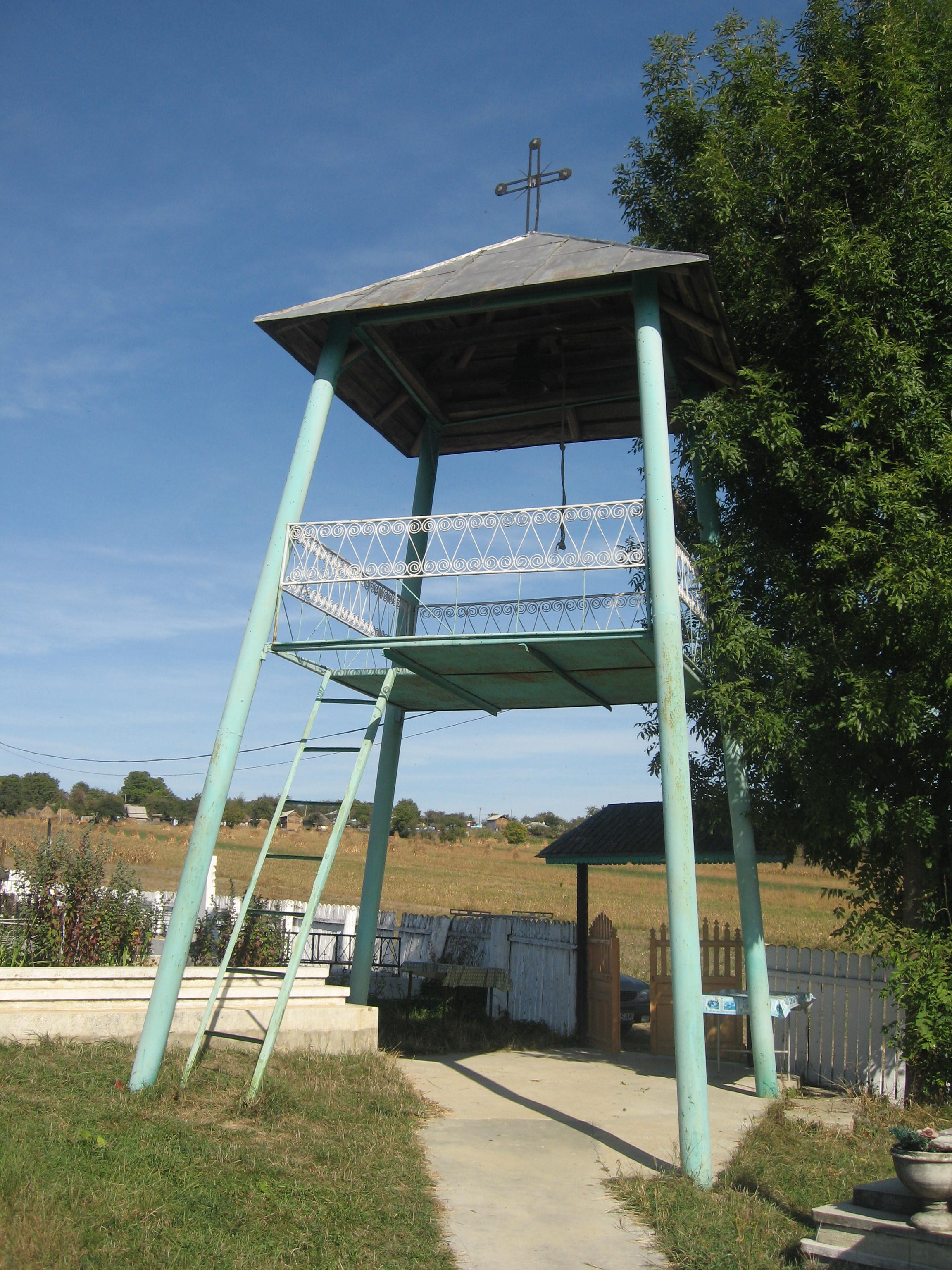
Clopotniţa
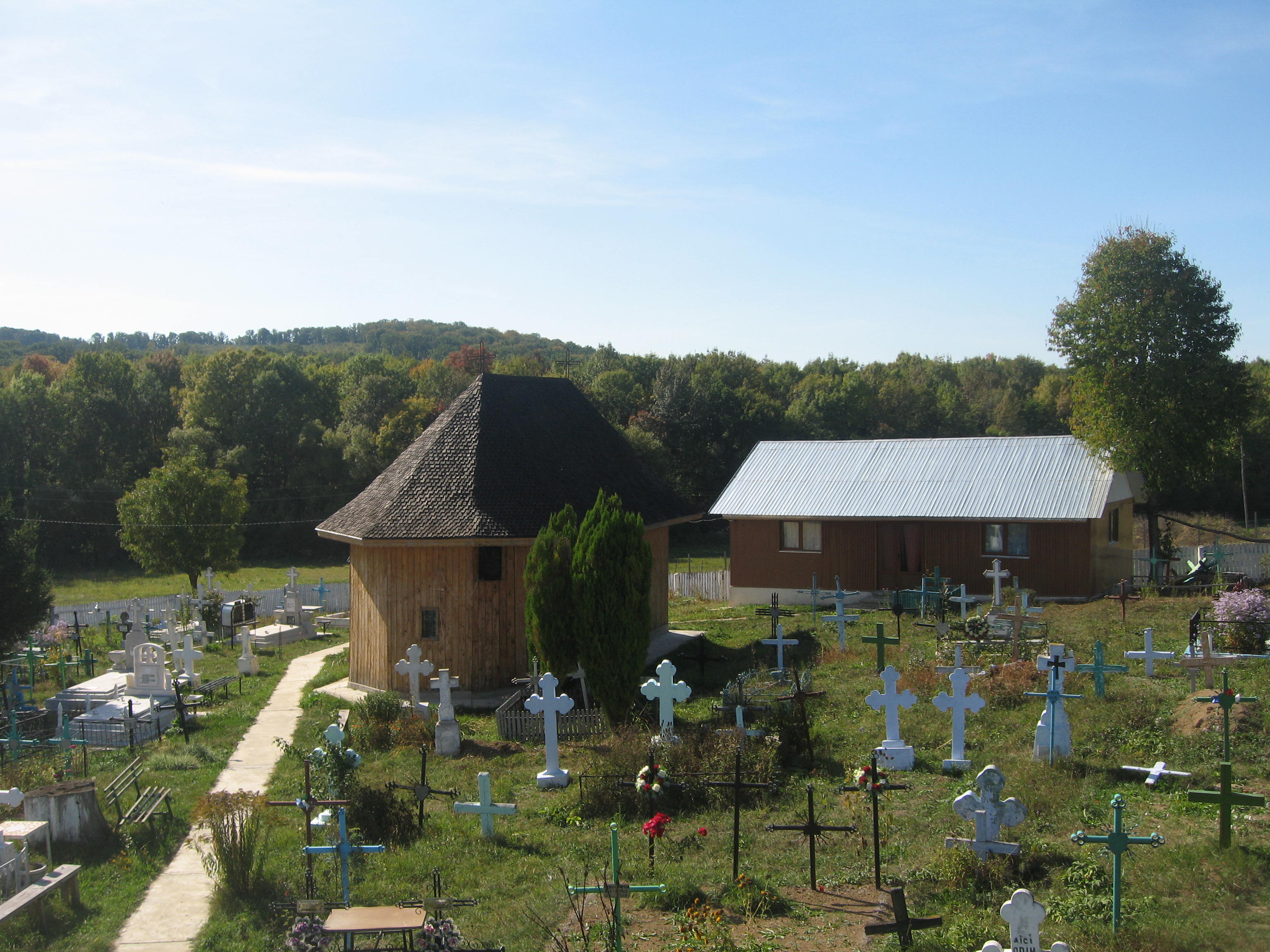
Biserica de lemn, praznicarul şi cimitirul văzute din clopotniţă
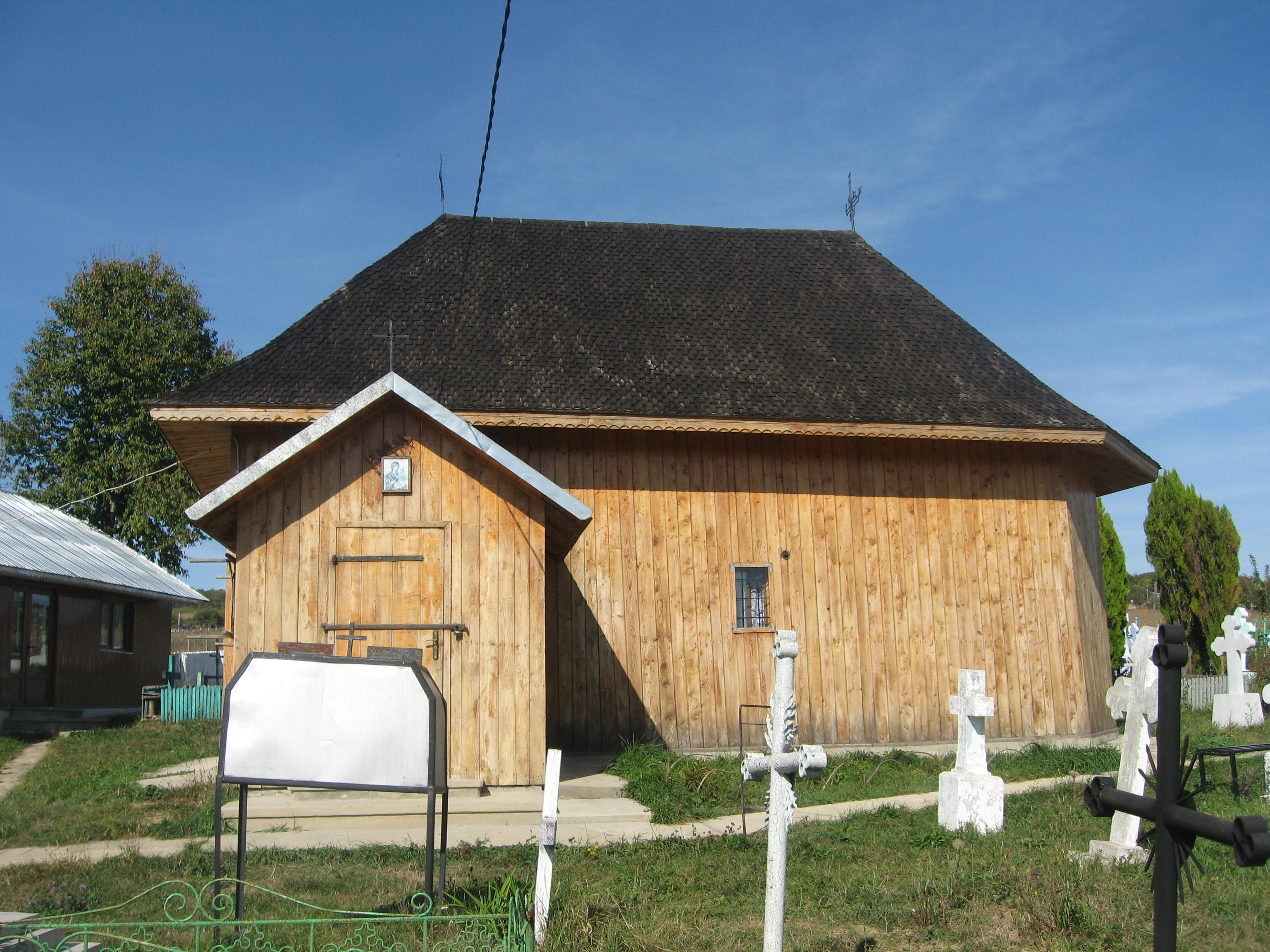
Biserica de lemn văzută de pe latura sudică
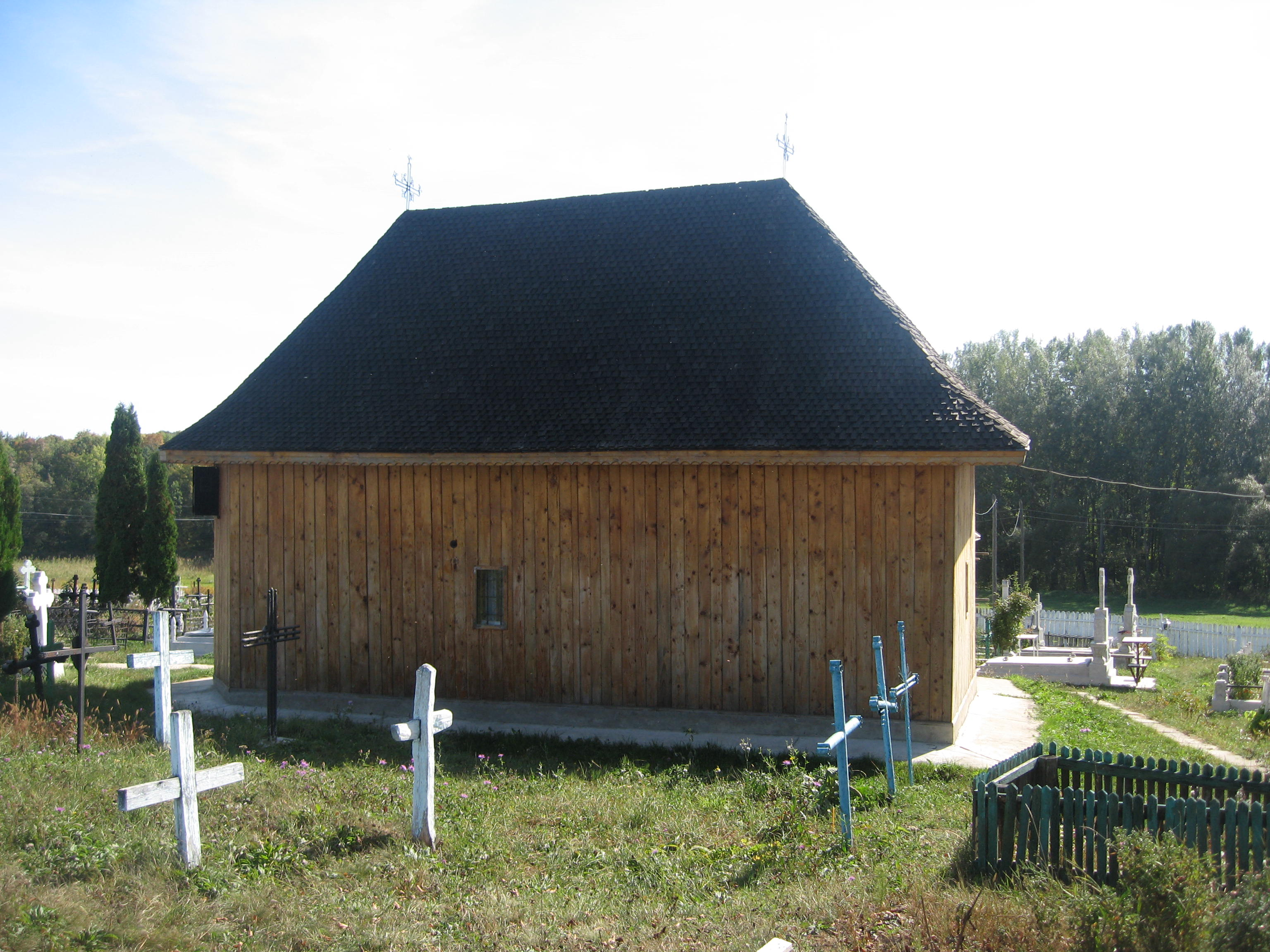
Biserica de lemn văzută de pe latura nordică
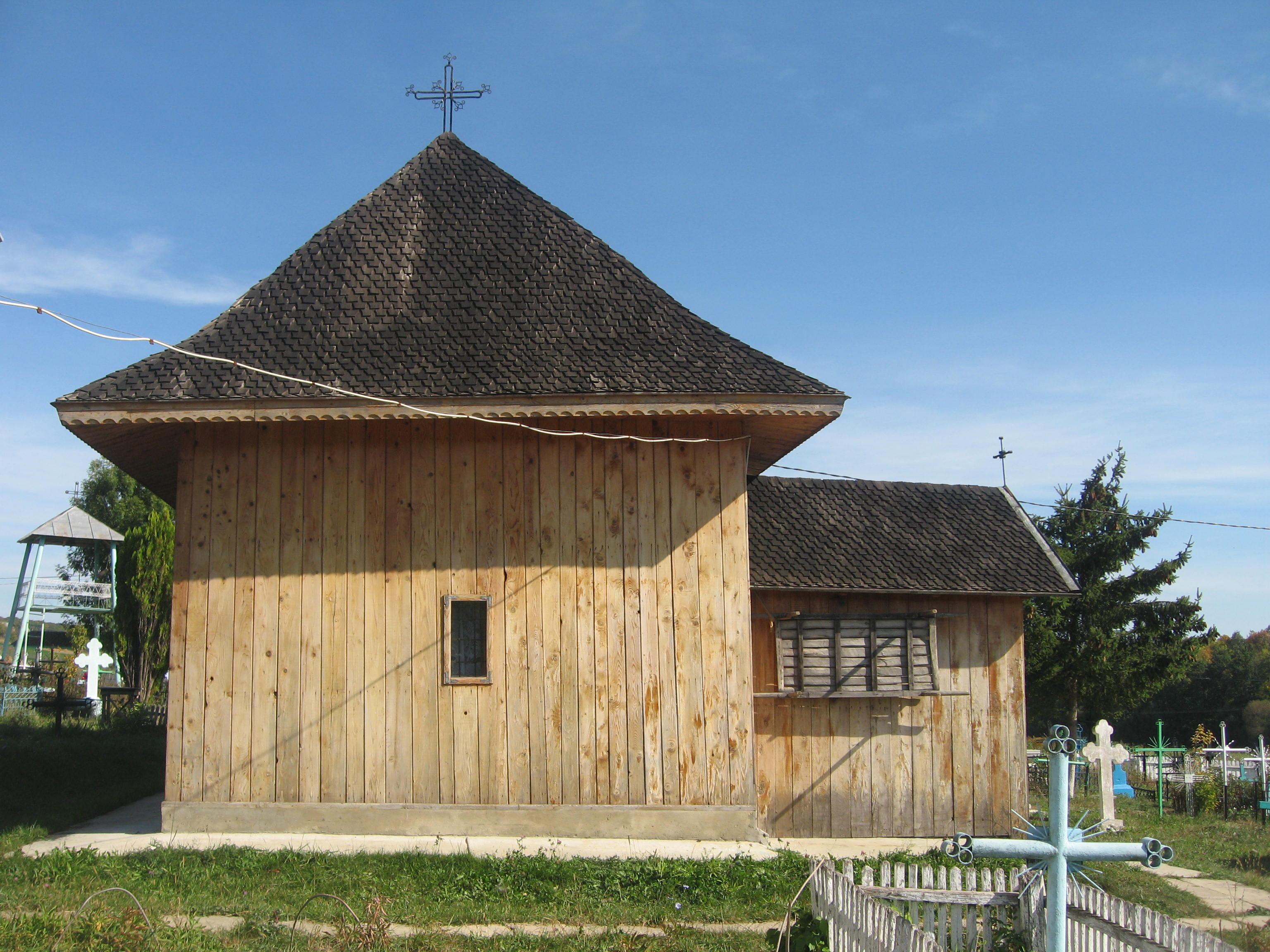
Biserica de lemn văzută de pe latura vestică
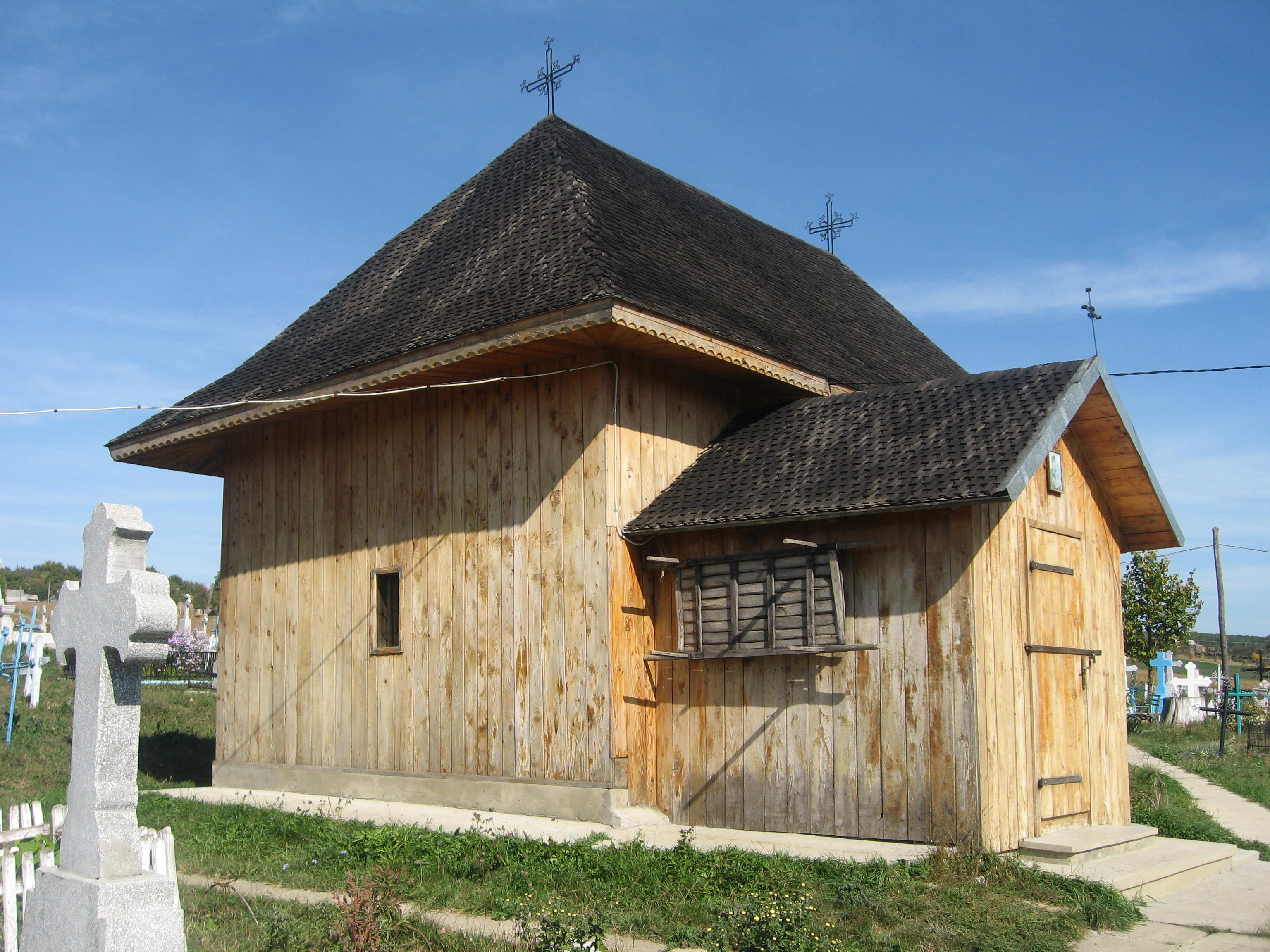
Biserica de lemn văzută de pe latura vestică
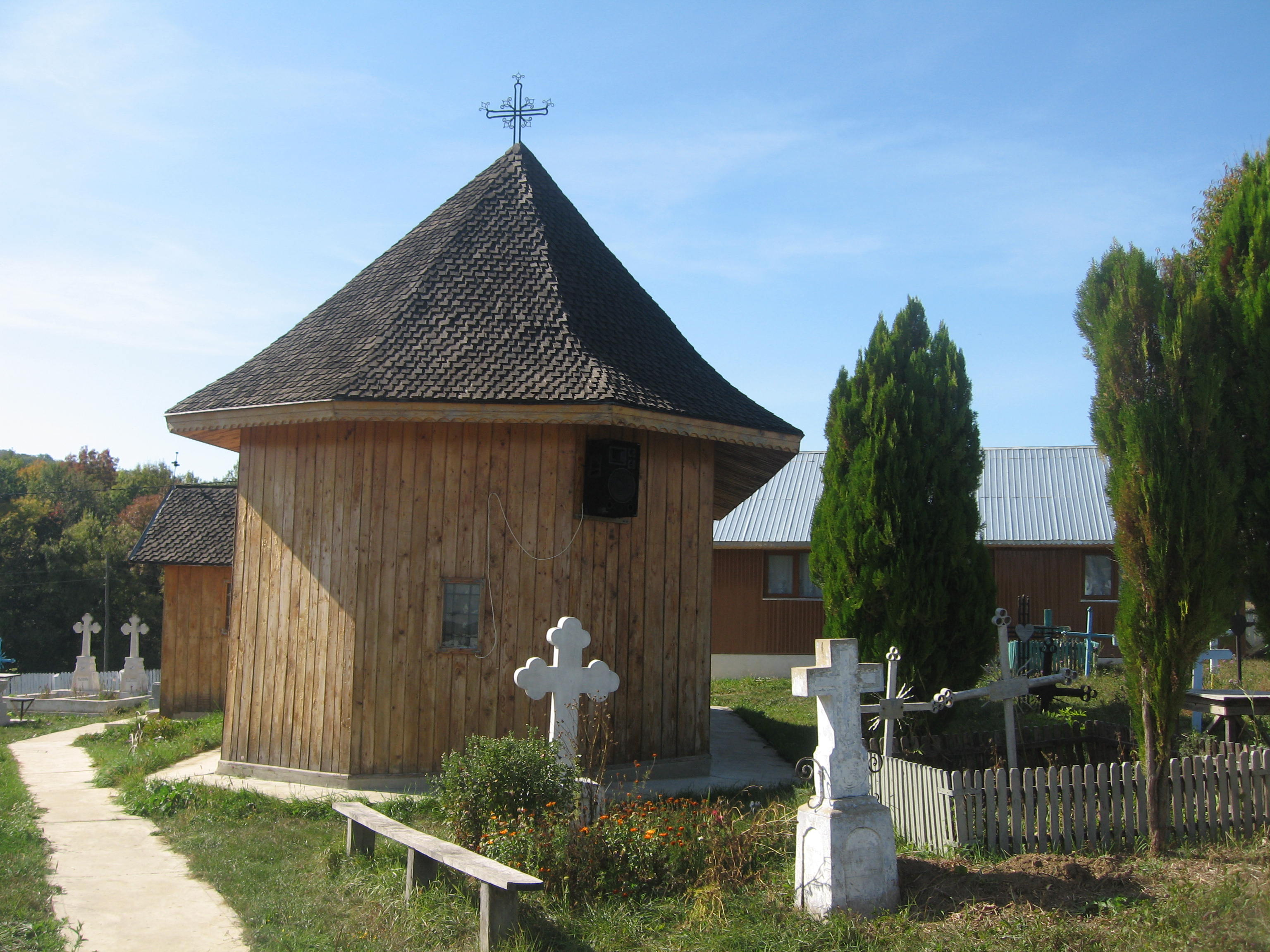
Absida altarului
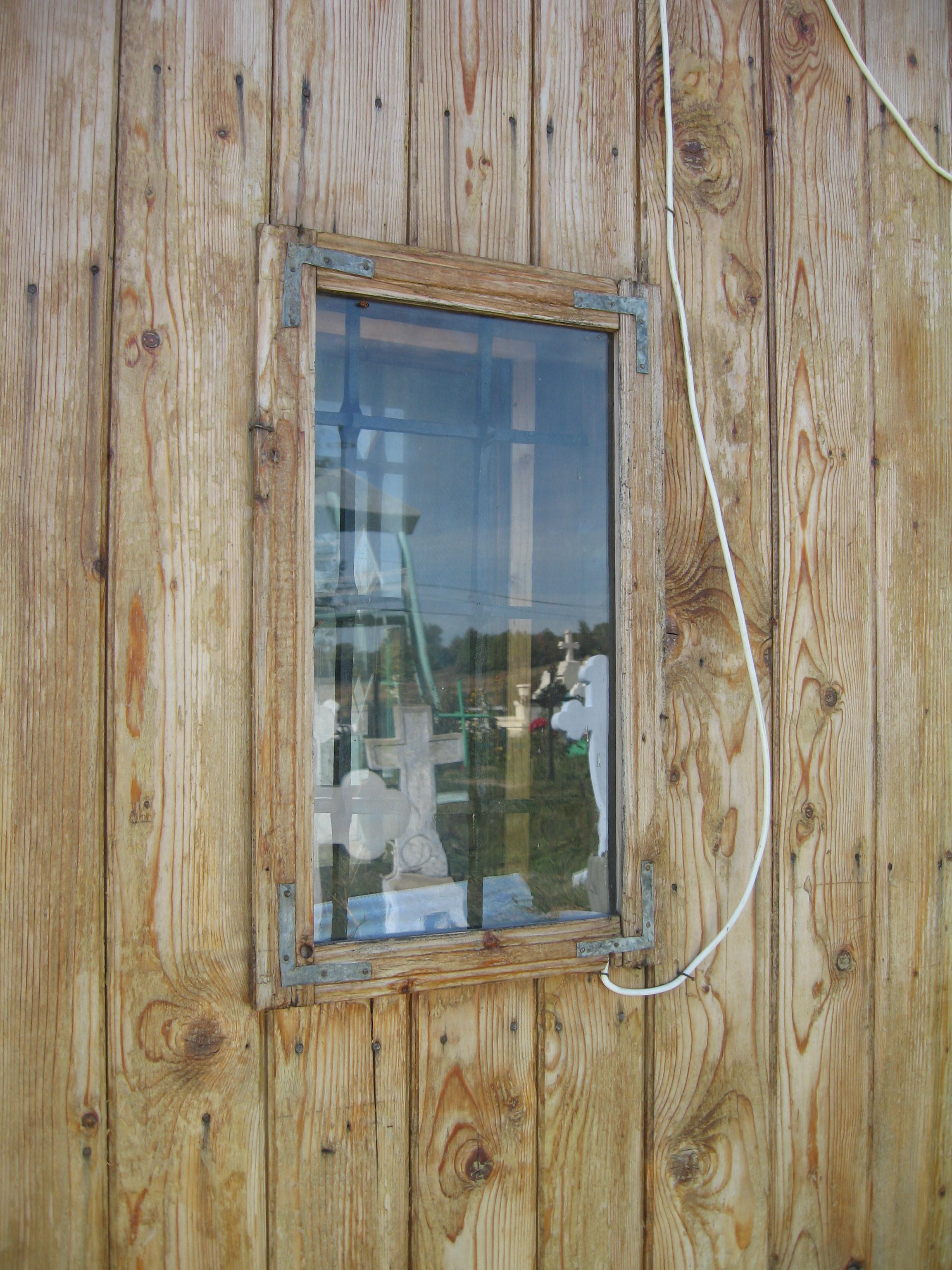
Fereastra nouă s-a suprapus peste fereastra veche